# Babylon Berlin
Babylon Berlin er en tysk tv-serie fra 2017 produceret for Sky 1, der er baseret på den tyske forfatter Volker Kutschers bøger. Serien følger kommissær Gereon Rath (Volker Bruch), der bliver sendt på en opgave fra Køln til at efterforske forbrydelser i tyvernes Berlin, hvor han skal optrevle en hemmelig afpresningsring, samt Charlotte Ritter (Liv Lisa Fries), der er en ung stenograf, der fosøger at komme ind i politiet.
Serien havde premiere den 13. oktober 2017 i Tyskland. Den bestod af de første seks afsnit, som blev sendt i én blok. De første otte afsnit blev kaldt Sæson 1, og de næste otte afsnit var Sæson 2. Netflix har udgivet de første to sæsoner i USA, Canada og Australien. Den tredje sæson får premiere i slutningen af 2019. Første sæson blev vist første gang på dansk fjernsyn på DR1 i oktober 2018.
Serien er blevet udnævnt til den dyreste tyske dramaserie nogensinde med produktionsomkostninger på næsten $40 millioner.

## Medvirkende
- Volker Bruch som kommissær Gereon Rath, en krigsveteran fra Det tyske kejserriges hær under første verdenskrig, og politimand i både Køln og Berlin. Han er romersk katolik og ven med Konrad Adenauer, en fremtidig vesttysk kansler. Rath kæmper med at forene sin tro med sin affære med Helga Rath, hans svigerinde. Rath kæmper også med PTSD erhvervet under hans deltagelse i første verdenskrig og overlevende skyld over tabet af sin bror, Anno Rath, der stadig er savnet i kamp. I hemmelighed selvmedicinerer sig med morfin.
- Liv Lisa Fries som Charlotte Ritter, en Garçonne fra Weddings slum, og lejlighedsvis prostitueret ved Moka Efti cabaret, som arbejder på kontoret hos politiet. Hun har en hemmelig drøm om at blive den første kvindelige morddetektiv i Berlin politi.
- Peter Kurth som chefkommissær Bruno Wolter, kriminalkommissær fra Berlins politi, hvis elskværdighed skal dække over hans usømmelige tendenser. Wolter viser stor venlighed overfor Ritter ved at betale hendes begravelsesudgifter og hjælpe hende, da hendes mor dør. Han bliver den primære antagonist i sæson 2.
- Matthias Brandt som kansler August Benda, en jødisk socialdemokrat og chef for Berlins politiske politi. Han er en ihærdig efterforsker, der tror på Weimarrepublikken. Han foragtes af monarkisterne, kommunisterne og nationalsocialisterne. I flere år har kansleren undersøgt en hemmelig militær gruppering der modsætter sig Versailles-traktaten. Han kalder denne skyggehær, for "Schwarze Reichswehr", og mener at hvis ikke de bliver stoppet, så vil de ødelægge republikken og sende Europa ud i endnu en verdenskrig.
- Leonie Benesch som Greta Overbeck, en af Charlotte Ritters barndomsvenner og hushjælp hos kansler Benda og hans familie. Efter en katastrofal romance i sæson 2 bliver Greta modvilligt involveret i et snigmord.
- Ernst Stötzner som generalmajor Kurt Seegers.
- Denis Burgazliev som oberst Trochin, en sovjetisk diplomat og officer i Joseph Stalins hemmelige politi.
- Severija Janušauskaitė som grevinde Svetlana Sorokina / Nikoros.
- Hannah Herzsprung som Helga Rath, kommissær Gereon Raths hemmelige kærlighedsinteresse i mere end 10 år og hans brors kone; broderen har været savnet siden første verdenskrig.
- Ivan Shvedoff som Alexei Kardakov, en anti-stalinist og russisk flygtning og leder af en trotskisk celle i Berlin.
- Lars Eidinger som Alfred Nyssen, en våbenproducent med forbindelser til Reichswehr og Freikorps-officerer der planlægger at vælte republikken og genindsætte kejser Wilhelm 2. på tronen.
- Anton von Lucke som Stephan Jänicke, en ung detektiv i Berlins politi, der har fået til opgave af kansler Benda at undersøge kommissær Bruno Wolters forbindelse til Schwarze Reichswehr.
- Waldemar Kobus: Döhmann, apoteker der giver Gereon hans medicin.
- Hildegard Schroedter som Mina Ritter, Charlottes mor
- Irene Böhm som Toni Ritter, Charlottes lillesøster.
- Laura Kiehne som Ilse Ritter, Charlottes storesøster.
- Pit Bukowski som Erich, Ilse Ritters mand.
- Jacob Matschenz som Fritz, Greta Overbecks kæreste
- Julius Feldmeier som Otto, Fritz' ven.
- Jeanette Hain som Irmgard Benda, kansler Bendas kone
- Marie Gruber som Emmi Wolter, Brunos kone.
- Fritzi Haberlandt som Elisabeth Behnke.
- Karl Markovics som Samuel Katelbach, en østrigsk journalist.
- Bryan Ferry som sanger ved Moka Efti cabaret.

## Produktion
Serien blev instrueret i et samarbejde mellem Tom Tykwer, Hendrik Handloegten og Achim von Borries, der også skrev manuskripterne. Den offentlige tyske tv-station ARD og betalingskanalen Sky var sammen om at producere serien, hvilket var det første af denne slags samarbejder. Som en del af denne aftale sendte Sky den første serie, og ARD begyndte at sende den via deres gratis tv-kanal den 30. september 2018. Netflix købte rettighederne til USA og Canada, hvor serien blev gjort tilgængelig med engelsk dubbing og med undertekster.

### Lokationer
Babelsberg Studio opførte en tilføjelse til Metropolitan Backlot for at filme serien og til fremtidige produktioner, i form af et stort permanent stående set, der blev hyldet af selskabet som værende det største i Europa. Settet inkluderer repræsentationer af forskellige områder i Berlin, inklusive de fremherskende økonomiske klasser og er stort eksteriør til natklubben Moka Efti. Derudover blev serien filmen i store dele af Berlin og andre steder i Tyskland. Adskillige scener blev filmet på Alexanderplatz foran den historiske bygning Alexanderhaus. Politihovedkvarteret, der tidligere lå lige bagved, og andre af de omkringliggende bygninger blev ødelagt under anden verdenskrig, men blev genskabt med computereffekter. Rotes Rathaus (Berlin Rådhus) blev brugt til de fleste af af næroptagelserne som politihovedkvarteret, fordi deres brug af røde mursten og den arkitektoniske stil er meget sammenlignelig.
Interiør i politihovedkvarterets lobby blev filmet i Rathaus Schöneberg, inklusive scenerne med paternoster-elevatoren- Restauranten Ratskeller i samme bygning blev brugt som den nærliggende cafe Aschinger i adskillige scener. Interiørscenerne i Moka Efti blev filmet i Kino Delphi i Weißensee.
En lang spændingssekvens der foregår under operaen Laser og pjalter blev filmet i det historiske Theater am Schiffbauerdamm, hvor spillet rent faktisk blev opført på dette tidspunkt. Andre scener blev filmet på Museumsinsel og på Hermannplatz U-Bahn station i Berlin, og Heilandskirche ved floden Havel i Potsdam. Scenerne med settet hos Nyssen-familien blev filmet på Schloss Drachenburg, et slot i Rheinland. Scener der involverede et damplokomotiv blev filmet på Bayerische Eisenbahnmuseum (Bayerns Jernbanemuseum) nær Nördlingen.
- Babelsberg Studio i Potsdam
- Alexanderhaus på Alexanderplatz
- Sideindgangen på Rotes Rathaus, der blev brugt til politiets hovedkvarter
- Lobbyen i Rathaus Schöneberg blev brugt som politiets indgangshal
- Hermannplatz station i Berlin-Neukölln
- Den tidligere stumfilmsbiograf Delphi i Weissensee blev brugt som natklubben Moka Efti
- Theater am Schiffbauerdamm blev brugt til sekvensen med Laser og Pjalter.
- Schloss Drachenburg i Rheinland
- Heilandskirche ved Havel i Potsdam

### Musik
Udover musik fra perioden, så blev nummeret "Dance Away" fra albummet Manifesto af det britiske rockband Roxy Music også brugt flere gange i baggrunden. Nummeret er blevet indspillet i en musikstil som passer til perioden. Ligeledes er der brugt en udgave af "These Foolish Things" og i den anden sæson en russisk version af "Gloomy Sunday".
Sangere Bryan Ferry fra Roxy Music optræder mod slutningen af første sæson som cabaret-sanger.
I den første dobbeltepisode i første sæson spiller den litauiske skuespillerinde Severija Janušauskaitė rollen som Swetlana Sorokina, der klæder sig ud som den mandlige sanger Nikoros for at optræde med hovedtemaet i serien, "Zu Asche, Zu Staub", på the Moka Efti cabaret. Sangen blev senere udgivet under navnet "Severija".

## Udsendelse
Babylon Berlin havde premiere i Tyskland den 13. oktober 2017 på Sky 1 og i Storbritannien og Irland den 5. november 2017 på Sky Atlantic. Serien blev gjort tilgængelig i Australien, Canada og USA den 30 januar 2018 via streamingtjenesten Netflix.
Serien blev sendt første gang på den tyske tv-kanal Das Erste den 30 september 2018. I Danmark blev serien sendt første gang på DR1 i oktober 2018. Den var efterfølgende tilgængelig via DRs hjemmeside.

## Episoder
De første 16 episoder dækker den første bog i serien. De blev skrevet som én samlet historie og filmet i en sammenhængende produktion. De havde premiere som én ubrudt blok nummereret 1-16, og de er blevet sendt rundt om i verden som en samlet sæson. Derudover blev alle de 16 afsnit gjort tilgængelige på Netflix på samme tid. De første otte afsnit er dog blevet kaldt Sæson 1 og de næste otte Sæson 2.
Endnu en blok på 12 episoder har planlagt premiere i slutningen af 2019, og bliver kaldt Sæson 3.

## Modtagelse
Efter den første sæson fik serien stort set udelukkende positiv kritik, og den har en rating på IMDb på 8,5 stjerner mens den på Rotten Tomatoes har en samlet score på 100%, hvilket bliver opsummeret som at "Babylon Berlins humor og menneskelighed spiller godt sammen med den hypnotiske billedside, hvilket resulterer i et show der blænder med sin overmættede genre".
Carolin Ströbele fra Die Zeit roste serien og skrev "plottet er meget dramatisk og forener sex, kriminalitet og historie på en behagelig diskret måde"